# Fiodar Fiodarau
Fiodar Fiodarau (ur. 11 czerwca 1911, zm. 13 października 1994) – radziecki i białoruski fizyk.  Prowadził badania w dziedzinie optyki i spektroskopii, zajmował się również zagadnieniami z fizyki cząstek elementarnych.

## Życiorys
Urodził się we wsi Turzec w Rejonie Korelickim, w obwodzie grodzieńskim na Białorusi. Był synem wiejskich nauczycieli szkolnych. Jego ojciec, Ivan Michaiłavič Fiodaraŭ, został później znanym pisarzem białoruskim.
Podczas drugiej wojny światowej pracował w mieście Kisielowsk w obwodzie nowosybirskim jako profesor nadzwyczajny Moskiewskiego Instytutu Lotniczego. W 1943 został dziekanem Wydziału Fizyki Białoruskiego Uniwersytetu Państwowego. Dziekanem pozostał do roku 1950. 

## Prace
- 1960 – Theory of Elastic Waves in Crystals